# ステファン・エドベリ
- ステファン・エドバーグ

ステファン・エドベリ（Stefan Edberg スウェーデン語発音: [ˈsteːfan ˈeːd.ˈbɛrj], 1966年1月19日 - ）は、スウェーデンのヴェステルビーク出身の元男子プロテニス選手。日本では、新聞・ラジオが現地のスウェーデン語読みに近い「エドベリ」となっているが、テニス専門誌・テレビは英語読みの「エドバーグ」となっている。端正な容姿から「グラスの貴公子」と呼ばれた。
エドベリは、ビョルン・ボルグやマッツ・ビランデルのような、グラウンド・ストロークを武器にトップに躍り出る選手を多く輩出してきたスウェーデンにおいては異例のサーブ・アンド・ボレーで世界の頂点に立った。エドベリはATPツアーでシングルス41勝、ダブルス18勝を挙げ、シングルス・ダブルスとも世界1位になった数少ない選手のひとりに数えられる。特に片手打ちバックハンドを得意とした。身長188cm、体重77kg、右利き。

## 来歴
エドベリは1983年度の4大大会男子ジュニアシングルス部門をすべて制し、ジュニア選手として初めて「年間グランドスラム」を達成した。この記録を残したのは2012年現在、男女ジュニア含めてエドベリただ一人である（キャリアグランドスラムまで対象を広げても達成者は居ない）。同年にプロ転向。18歳の時に、1984年ロサンゼルス五輪の「公開競技」で優勝を果たした。これは、テニスがオリンピック種目に復活する前に21歳以下の選手を対象として行われたものである（同競技の女子では15歳のシュテフィ・グラフが優勝した）。1985年の全豪オープンで同じスウェーデンのマッツ・ビランデルを決勝で破り、4大大会初優勝を達成。1987年の全豪オープン決勝では地元オーストラリアのパット・キャッシュを破り、大会2連覇を果たす。
1988年のウィンブルドンにて、決勝でボリス・ベッカーを破って初優勝を達成。この決勝戦は試合途中の降雨のため、大会最終日の日曜日に終わらず、翌日の月曜日までもつれる異例の展開だった。この年は同国のマッツ・ビランデルがウィンブルドン以外の4大大会3冠を獲得したため、事実上スウェーデン勢が男子の4大大会シングルス・タイトルを独占したことになる。エドベリとベッカーの二人は、1988年 - 1990年の3年連続でウィンブルドン決勝を戦った。1989年はベッカーが勝利を収めている。
1988年のソウル五輪から、テニスはオリンピック競技として正式に復活する。エドベリはソウル五輪にも出場したが、男子シングルスでは準決勝で“スウェーデン・キラー”と呼ばれたミロスラフ・メチージュ（チェコスロバキア代表）に敗れ、アンダース・ヤリードと組んだ男子ダブルスでも準決勝で敗退した。このソウル五輪では、準決勝敗退選手2名（ダブルスは2組）による「銅メダル決定戦」は行わず、両方に銅メダルが授与された。
エドベリは全米オープンでも、1991年と1992年に大会2連覇を達成している。最後の4大大会優勝となった1992年全米オープン決勝では、後に4大大会優勝の男子歴代1位記録保持者となったピート・サンプラスに快勝した。サンプラスは4大大会決勝で14勝4敗の高勝率（78％）を残したが、数少ない準優勝の1つがエドベリ戦の敗北だった。
エドベリは全豪オープン・ウィンブルドン・全米オープンの男子シングルスに2度ずつ優勝を飾った。全仏オープンのみ優勝できず、1989年の大会で当時17歳のマイケル・チャンに敗れた準優勝が自己最高成績である。またエドベリはダブルスの分野でも、1987年に同じスウェーデンのアンダース・ヤリードと組んで全豪オープン・全米オープンの男子ダブルス年間2冠を獲得した。現役最後の年となった1996年には、全豪オープン男子ダブルスでペトル・コルダ（チェコ）と組んで9年ぶり2度目の優勝を挙げた。これでエドベリの4大大会優勝は、男子シングルス6勝・男子ダブルス3勝となった。エドベリは1996年に30歳で現役を引退し、2004年7月11日に国際テニス殿堂入りを果たした。
エドベリはそのフェアプレーぶりでも有名で、1988年・1989年・1990年・1992年・1995年の5回にわたりATPのスポーツマンシップ賞を受賞している。そのエドベリの功績を称え、ATPのスポーツマンシップ賞が、1996年に“Stefan Edberg Sportsmanship Award”と名づけられた。
また2008年からはアウトバック・チャンピオンズ・シリーズ、ブラックロック・マスターズ・テニス等のシニアツアーへの参戦を開始、世界各地で往年の名選手達と試合を行い、ファンを湧かせている。そして2014年から2015年まで、ロジャー・フェデラーのコーチを務めた。

## 4大大会優勝
- 全豪オープン：1985年、1987年　［準優勝3度：1990年、1992年、1993年］
- ウィンブルドン：1988年、1990年　［準優勝1度：1989年］
- 全米オープン：1991年、1992年

（全仏オープン準優勝1度：1989年）
| 年     | 大会           | 対戦相手           | 試合結果                |
| ------ | -------------- | ------------------ | ----------------------- |
| 1985年 | 全豪オープン   | マッツ・ビランデル | 6-4, 6-3, 6-3           |
| 1987年 | 全豪オープン   | パット・キャッシュ | 6-3, 6-4, 3-6, 5-7, 6-3 |
| 1988年 | ウィンブルドン | ボリス・ベッカー   | 4-6, 7-6, 6-4, 6-2      |
| 1990年 | ウィンブルドン | ボリス・ベッカー   | 6-2, 6-2, 3-6, 3-6, 6-4 |
| 1991年 | 全米オープン   | ジム・クーリエ     | 6-2, 6-4, 6-0           |
| 1992年 | 全米オープン   | ピート・サンプラス | 3-6, 6-4, 7-6, 6-2      |

## 4大大会成績
略語の説明
| W | F | SF | QF | #R | RR | Q# | LQ | A | Z# | PO | G | S | B | NMS | P | NH |

W=優勝, F=準優勝, SF=ベスト4, QF=ベスト8, #R=#回戦敗退, RR=ラウンドロビン敗退, Q#=予選#回戦敗退, LQ=予選敗退, A=大会不参加, Z#=デビスカップ/BJKカップ地域ゾーン, PO=デビスカップ/BJKカッププレーオフ, G=オリンピック金メダル, S=オリンピック銀メダル, B=オリンピック銅メダル, NMS=マスターズシリーズから降格, P=開催延期, NH=開催なし.
| シングルス     | 1982 | 1983 | 1984 | 1985 | 1986 | 1987 | 1988 | 1989 | 1990 | 1991 | 1992 | 1993 | 1994 | 1995 | 1996 | WR     | W–L    | Win % |
| -------------- | ---- | ---- | ---- | ---- | ---- | ---- | ---- | ---- | ---- | ---- | ---- | ---- | ---- | ---- | ---- | ------ | ------ | ----- |
| 全豪オープン   | A    | 2R   | QF   | W    | NH   | W    | SF   | QF   | F    | SF   | F    | F    | SF   | 4R   | 2R   | 2 / 13 | 56–10  | 84.85 |
| 全仏オープン   | A    | A    | 2R   | QF   | 2R   | 2R   | 4R   | F    | 1R   | QF   | 3R   | QF   | 1R   | 2R   | 4R   | 0 / 13 | 30–13  | 69.77 |
| ウィンブルドン | A    | 2R   | 2R   | 4R   | 3R   | SF   | W    | F    | W    | SF   | QF   | SF   | 2R   | 2R   | 2R   | 2 / 14 | 49–12  | 80.33 |
| 全米オープン   | A    | 1R   | 2R   | 4R   | SF   | SF   | 4R   | 4R   | 1R   | W    | W    | 2R   | 3R   | 3R   | QF   | 2 / 14 | 43–12  | 78.18 |
| Win–Loss       | 0–0  | 1–3  | 6–4  | 16–3 | 8–3  | 17–3 | 18–3 | 19–3 | 13–3 | 21–3 | 19–3 | 16–4 | 8–4  | 7–4  | 9–4  | 6 / 54 | 178–47 | 79.11 |

| ダブルス       | 1982 | 1983 | 1984 | 1985 | 1986 | 1987 | 1988 | 1989 | 1990 | 1991 | 1992 | 1993 | 1994 | 1995 | 1996 | WR     | W–L   |
| -------------- | ---- | ---- | ---- | ---- | ---- | ---- | ---- | ---- | ---- | ---- | ---- | ---- | ---- | ---- | ---- | ------ | ----- |
| 全豪オープン   | A    | 1R   | 2R   | 1R   | NH   | W    | A    | QF   | QF   | 1R   | 1R   | 3R   | 3R   | A    | W    | 2 / 11 | 20–8  |
| 全仏オープン   | A    | A    | QF   | SF   | F    | A    | A    | A    | A    | A    | A    | SF   | A    | A    | 3R   | 0 / 5  | 18–5  |
| ウィンブルドン | A    | 1R   | 3R   | 3R   | 1R   | SF   | A    | A    | A    | A    | A    | A    | A    | A    | A    | 0 / 5  | 8–5   |
| 全米オープン   | A    | 3R   | F    | 2R   | 2R   | W    | A    | A    | A    | A    | A    | A    | A    | 1R   | A    | 1 / 6  | 15–5  |
| Win–Loss       | 0–0  | 2–3  | 11–4 | 7–4  | 6–3  | 13–1 | 0–0  | 2–1  | 2–1  | 0–1  | 0–1  | 6–1  | 2–1  | 0–1  | 8–1  | 3 / 27 | 59–23 |

## 出演

### CM
- アサヒビール、旭フーズ、旭化成 プリップス[3]（1988年）
- ロート製薬、メンソレータムのアイスラブ（1992年）
- 大韓航空（1994年）